# Ashampoo Magical Defrag
Ashampoo Magical Defrag — условно-бесплатная программа, которая предоставляет пользователям мощный и простой в использовании инструмент для дефрагментации жёсткого диска. Программа была создана германской частной компанией Ashampoo.
Утилита не является кроссплатформенным программным обеспечением и работает только на компьютерах под управлением операционной системы Microsoft Windows.

## Описание
После запуска Magical Defrag полностью работает в фоновом режиме, не занимая рабочую область и панель задач.
Утилита работает как сервис, не мешая работе пользователя, то есть приостанавливает свой анализ и дефрагментацию файловой системы и возобновляет свою работу только тогда, когда компьютер находится в простое, беря на себя всю рутинную работу, тем самым повышает со временем производительность системы в несколько раз.

## Возможности
- Автоматическая дефрагментация.
  - Автоматический запуск дефрагментации жёстких дисков, когда компьютер не используется пользователем.

- Никакого вмешательства в работу других приложений.
  - Если на компьютере начнет работать другая программа, то дефрагментация сиюсекундно прекратится.

- Подробная статистика.
  - Отображение полных статистических данных о текущем статусе дефрагментации.

- Многопользовательский режим.
  - Учётные записи пользователей без прав администратора могут свободно запустить и использовать программу.

- Запустить и не думать о дефрагментации.
  - Пользователям больше не нужно беспокоиться о дефрагментации жёстких дисков, программа берёт всю рутинную работу и заботу на свои «плечи».